# Rugby Africa Cup 2025
La Rugby Africa Cup del 2025 fue la vigésimo segunda edición del principal torneo de rugby de África.
El torneo se desarrolló íntegramente en el Estadio Nacional Nelson Mandela de la ciudad de Kampala, Uganda.
El torneo formó parte de la fase final de la Clasificación africana para la Copa Mundial de Rugby de 2027, entregando un cupo directo para la cita planetaria y un cupo para el repechaje Asia 2-Africa 2.

## Desarrollo

### Cuartos de final
| 8 de julio de 2025 | Zimbabue | 43 - 8 | Marruecos |  |  |

| 8 de julio de 2025 | Kenia | 32 - 24 | Uganda |  |  |

| 8 de julio de 2025 | Namibia | 55 - 17 | Senegal |  |  |

| 8 de julio de 2025 | Argelia | 41 - 6 | Costa de Marfil |  |  |

### Semifinales quinto puesto
| 13 de julio de 2025 | Costa de Marfil | 3 - 28 | Senegal |  |  |

| 13 de julio de 2025 | Uganda | 12 - 24 | Marruecos |  |  |

### Semifinales campeonato
| 13 de julio de 2025 | Argelia | 7 - 21 | Namibia |  |  |

| 13 de julio de 2025 | Zimbabue | 29 - 23 | Kenia |  |  |

### Séptimo puesto
| 19 de julio de 2025 | Uganda | 37 - 17 | Costa de Marfil |  |  |

### Quinto puesto
| 19 de julio de 2025 | Senegal | 33 - 28 | Marruecos |  |  |

### Tercer puesto
| 19 de julio de 2025 | Argelia | 15 - 6 | Kenia |  |  |

### Final
| 19 de julio de 2025 | Namibia | 28 - 30 | Zimbabue |  |  |

| Bandera de Zimbabue |
| Campeón Zimbabue    |
| Tercer título       |